# Poltawskoje (Kaliningrad, Krasnosnamensk)
Poltawskoje (russisch Полтавское, deutsch Groß Rudszen und Neu Rudszen, 1936 bis 1938 Groß Rudschen und Neu Rudszen, 1938 bis 1945 Mühlenhöhe, litauisch Didieji Rudžiai, auch: Naujieji Rudžiai) ist eine Siedlung in der russischen Oblast Kaliningrad. Sie gehört zur kommunalen Selbstverwaltungseinheit Munizipalkreis Krasnosnamensk im Rajon Krasnosnamensk. Das ehemalige Neu Rudszen ist verlassen.

## Geographische Lage
Poltawskoje liegt sieben Kilometer nördlich der einstigen Kreisstadt Dobrowolsk (Pillkallen/Schloßberg) und zwölf Kilometer südlich der Rajonstadt Krasnosnamensk (Lasdehnen/Haselberg) an der Regionalstraße 27A-025 (ex R508). Eine Bahnanbindung besteht nicht.

## Geschichte

### Groß Rudszen/Mühlenhöhe

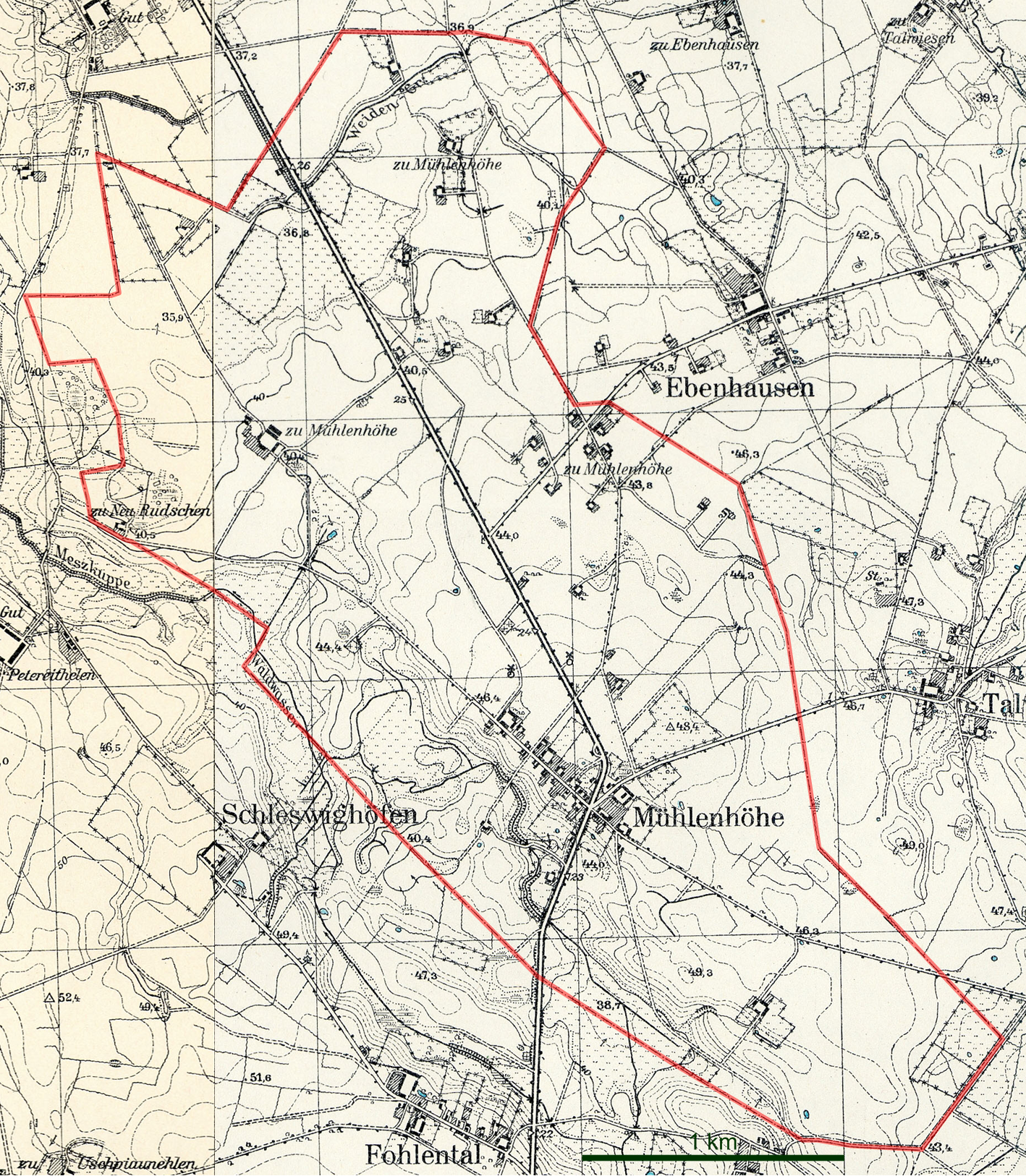
Die Gemeinde Mühlenhöhe auf zwei Messtischblättern von 1937 und 1938

Der Ort wurde 1556 als Budwetha an der Ragup gegründet. Um 1780 wurde Groß Rudszen als meliertes Dorf bezeichnet. Daneben gab es noch das kölmisches Gut Klein Rudszen, das möglicherweise in der Folge in das zeitweise einfach mit Rudszen bezeichnete Dorf mit einbezogen wurde. 1874 wurde die Landgemeinde Groß Rudszen namensgebend für einen neu errichteten Amtsbezirk im Kreis Pillkallen. 1936 änderte man die Schreibweise des Ortsnamens von Groß Rudszen in Groß Rudschen. 1938 wurde zunächst die Gemeinde Neu Rudschen (s. u.) an die Gemeinde Groß Rudschen angeschlossen und diese dann in Mühlenhöhe umbenannt. In Folge des Zweiten Weltkrieges kam der Ort 1945 mit dem nördlichen Ostpreußen zur Sowjetunion.

#### Einwohnerentwicklung
| Jahr | Einwohner | Bemerkungen                         |
| ---- | --------- | ----------------------------------- |
| 1867 | 354       |                                     |
| 1871 | 349       |                                     |
| 1885 | 372       |                                     |
| 1905 | 341       | davon 18 litauischsprachige         |
| 1910 | 345       |                                     |
| 1933 | 360       | offenbar einschließlich Neu Rudszen |
| 1939 | 349       |                                     |

#### Neu Rudszen/Neu Rudschen
Das einen Kilometer nördlich von Groß Rudszen gelegene Neurudszen wurde 1766 als Erbfreidorf gegründet. 1874 wurde die Landgemeinde Neu Rudszen in den Amtsbezirk Groß Rudszen eingegliedert. 1936 wurde die Namensschreibweise in Neu Rudschen geändert.

##### Einwohnerentwicklung
| Jahr | Einwohner |
| ---- | --------- |
| 1867 | 41        |
| 1871 | 35        |
| 1885 | 42        |
| 1905 | 75        |
| 1910 | 73        |
| 1925 | 58        |

#### Amtsbezirk Groß Rudszen/Mühlenhöhe (1874–1945)
Zwischen 1874 und 1945 gehörten zum Amtsbezirk Groß Rudszen (Groß Rudschen bzw. Mühlenhöhe) anfangs zehn Landgemeinden und ein Gutsbezirk, am Ende noch neun Gemeinden:
| Name                       | Änderungsname von 1938 | Russischer Name nach 1945 | Bemerkungen                                                 |
| -------------------------- | ---------------------- | ------------------------- | ----------------------------------------------------------- |
| Groß Rudszen               | Mühlenhöhe             | Poltawskoje               | 1936–38: Groß Rudschen                                      |
| Neu Rudszen                | (Mühlenhöhe)           | (Poltawskoje)             | 1936–38: Neu Rudschen, 1938 nach Groß Rudschen eingemeindet |
| Petereithelen              | Schleswighöfen         | (Lukaschowka)             |                                                             |
| Scharkabude                | Friedfelde (Ostpr.)    |                           |                                                             |
| Schwarpeln (Landgemeinde)  | Schwarpen              |                           |                                                             |
| Schwarpeln (Gutsbezirk)    |                        |                           | 1928 in die Landgemeinde Schwarpeln eingegliedert           |
| Treczaken                  | Treufelde (1936)       |                           |                                                             |
| Uszballen, Ksp. Pillkallen | Eichbruch              | Luschskoje                | 1936–38: Uschballen                                         |
| Uszpiaunehlen              | Fohlental              | Nowouralsk                | 1936–38: Uschpiaunehlen                                     |
| Uszrudszen                 | Talwiesen              | Schatilowo                | 1936–38: Uschrudschen                                       |
| Wiltauten                  | Schatzhagen            |                           |                                                             |

Am 1. Januar 1945 bestand der Amtsbezirk aus den Gemeinden: Eichbruch, Fohlental, Friedfelde, Mühlenhöhe, Schatzhagen, Schleswighöfen, Schwarpen, Talwiesen und Treufelde.

### Poltawskoje
Das eigentliche Groß Rudszen bekam 1947 den russischen Namen Poltawskoje und wurde gleichzeitig in den neu gebildeten Dorfsowjet Nowouralski selski Sowet im Rajon Krasnosnamensk eingegliedert. Später gelangte der Ort in den Prawdinski selski Sowet. Gemäß dem Ortsverzeichnis der Oblast Kaliningrad von 1976 wurde auch das ehemalige Neu Rudszen zu Poltawskoje gezählt. Von 2008 bis 2015 gehörte Poltawskoje zur Landgemeinde Dobrowolskoje selskoje posselenije, von 2016 bis 2021 zum Stadtkreis Krasnosnamensk und seither zum Munizipalkreis Krasnosnamensk.

#### Einwohnerentwicklung
| Jahr | Einwohner |
| ---- | --------- |
| 1984 | ~ 90      |
| 2002 | 129       |
| 2010 | 99        |
| 2021 | 84        |

## Kirche
Die Bevölkerung Groß und Neu Rudszens bzw. Mühlenhöhes war vor 1945 fast ausnahmslos evangelischer Konfession. Die Dörfer waren in das Kirchspiel der Kirche Pillkallen eingepfarrt, die zum Kirchenkreis Pillkallen (Schloßberg) in der Kirchenprovinz Ostpreußen der Kirche der Altpreußischen Union gehörte. Heute liegt Poltawskoje im Einzugsbereich der neu entstandenen evangelisch-lutherischen Gemeinde in Babuschkino (Groß Degegesen) in der Propstei Kaliningrad (Königsberg) der Evangelisch-lutherischen Kirche Europäisches Russland.